# العلاقات الهندية البوتانية
العلاقات الهندية البوتانية هي العلاقات الثنائية التي تجمع بين الهند وبوتان.

## مقارنة بين البلدين
هذه مقارنة عامة ومرجعية للدولتين:
| وجه المقارنة                                              | الهند                       | بوتان          |
| --------------------------------------------------------- | --------------------------- | -------------- |
| المساحة (كم2)                                             | 3.29 مليون                  | 38.39 ألف      |
| عدد السكان (نسمة)                                         | 1.35 مليار                  | 807.61 ألف     |
| الكثافة السكانية (ن./كم²)                                 | 410.33                      | 21.04          |
| العاصمة                                                   | نيودلهي                     | تيمفو          |
| اللغة الرسمية                                             | اللغة الهندية، لغة إنجليزية | لغة دزونكا     |
| العملة                                                    | روبية هندية                 | نغولترم بوتاني |
| الناتج المحلي الإجمالي (بليون دولار)                      | 2.60 تريليون                | 2.51 مليار     |
| الناتج المحلي الإجمالي (تعادل القوة الشرائية) بليون دولار | 8.00 تريليون                | 6.49 مليار     |
| الناتج المحلي الإجمالي الاسمي للفرد دولار أمريكي          | 1.60 ألف                    | 2.66 ألف       |
| الناتج المحلي الإجمالي للفرد دولار أمريكي                 | 5.70 ألف                    | 7.82 ألف       |
| مؤشر التنمية البشرية                                      | 0.609                       | 0.605          |
| رمز المكالمات الدولي                                      | +91                         | +975           |
| رمز الإنترنت                                              | .in، .भारत ‏، .بھارت ‏،        | .bt            |
| المنطقة الزمنية                                           | ت ع م+05:30، توقيت الهند    | ت ع م+06:00    |

## منظمات دولية مشتركة
يشترك البلدان في عضوية مجموعة من المنظمات الدولية، منها:
| علم المنظمة | اسم المنظمة                                                    | تاريخ انضمام الهند | تاريخ انضمام بوتان |
| ----------- | -------------------------------------------------------------- | ------------------ | ------------------ |
|             | يونسكو                                                         | 4 نوفمبر 1946      | 13 أبريل 1982      |
|             | مؤسسة التمويل الدولية                                          | 20 يوليو 1956      | 1 ديسمبر 2003      |
|             | بنك التنمية الآسيوي                                            | 1966               | 1982               |
|             | منظمة حظر الأسلحة الكيميائية                                   | ?                  | ?                  |
|             | مؤسسة التنمية الدولية                                          | 24 سبتمبر 1960     | 28 سبتمبر 1981     |
|             | وكالة ضمان الاستثمار متعدد الأطراف                             | 6 يناير 1994       | 21 أكتوبر 2014     |
|             | الاتحاد البريدي العالمي                                        | ?                  | ?                  |
|             | منظمة الشرطة الجنائية الدولية                                  | ?                  | ?                  |
|             | الأمم المتحدة                                                  | 30 أكتوبر 1945     | 21 سبتمبر 1971     |
|             | الاتحاد الدولي للاتصالات                                       | 1869               | 15 سبتمبر 1988     |
|             | البنك الدولي للإنشاء والتعمير                                  | 27 ديسمبر 1945     | 28 سبتمبر 1981     |
|             | مبادرة خليج البنغال للتعاون التقني والاقتصادي المتعدد القطاعات | ?                  | ?                  |

## وصلات خارجية
- موقع وزارة الخارجية الهندية
- موقع وزارة الخارجية البوتانية